# Rayleighovo raspršenje
Raspršenje nastaje kad se elektromagnetski val sudari s česticama u atmosferi. Ako su te čestice manje od valne duljine vala, tada se radi o Rayleighovom raspršenju. Čestice reflektiraju nešto energije, ovisno o veličini i dielektričnosti. Te čestice mogu biti prašina ili molekule dušika ili kisika. Mie raspršenje nastaje kad su čestice u atmosferi otprilike veličine valne duljine. Te čestice su prašina, pelud, vodena para i dim, a uvijek su prisutne u nižim slojevima atmosfere, posebice ako ima oblaka. Postoji i neselektivno raspršenje koje nastaje kad su čestice mnogo veće od valne duljine (kišne kapi). 
Rayleighovo raspršenje uzrokuje plavu nijansu neba u toku dana, i crvenu boju Sunca kod zalaska. Dobilo je naziv prema engleskom fizičaru Johnu Rayleighu, koji je objasnio tu pojavu.

## Približno računanje Rayleighovog raspršenja
Ako se uzme da je r veličina čestica koje raspršuju svjetlost i valna duljina svjetlosti λ, može se izračunati parametar raspršenja svjetlosti:
{\displaystyle x={\frac {2\pi r}{\lambda }}.}
Rayleighovo raspršenje se može odrediti da se javlja u slučaju da je x puno manji od 1 (x ≪ 1). Ako su čestice s parametrom x približno jednake 1, onda se javlja Mie raspršenje. Intenzitet ili jačina Rayleighovog raspršenja je proporcionalan sa šestom potencijom veličine čestica i obrnuto proporcionalan s četvrtom potencijom valne duljine. 
{\displaystyle I=I_{0}{\frac {1+\cos ^{2}\theta }{2R^{2}}}\left({\frac {2\pi }{\lambda }}\right)^{4}\left({\frac {n^{2}-1}{n^{2}+2}}\right)^{2}\left({\frac {d}{2}}\right)^{6}}
gdje je: I – intenzitet raspršene svjetlosti, I0 – intenzitet svjetlosti, R – udaljenost do čestica koje raspršuju svjetlost, θ – kut raspršenja, n – indeks prelamanja čestica i d – promjer čestica.
{\displaystyle \sigma _{s}={\frac {2\pi ^{5}}{3}}{\frac {d^{6}}{\lambda ^{4}}}\left({\frac {n^{2}-1}{n^{2}+2}}\right)^{2}}
gdje je: σs - gustoća raspršene svjetlosti.

## Rayleighovo raspršenje kod molekula
Rayleighovo raspršenje se javlja i kod pojedinih molekula. Ovdje se raspršenje javlja zbog molekularne polarnosti α, koje opisuje koliko se električni naboj kreće u električnom polju. U tom slučaju, intenzitet Rayleighovog raspršenja za pojedinu molekulu iznosi:
{\displaystyle I=I_{0}{\frac {8\pi ^{4}\alpha ^{2}}{\lambda ^{4}R^{2}}}(1+\cos ^{2}\theta ).}
Količina Rayleighovog raspršenja za pojedinu česticu se može izraziti s poprečnim presjekom σ. Na primjer, za dušik kojeg ima najviše u Zemljinoj atmosferi, ima Rayleighov poprečni presjek od 5,1×10−31 m2, kod valne duljine od 532 nm (zelena svjetlost). To znači da će se kod atmosferskog tlaka, dio od 10−5 svjetlosti, raspršiti svakih 1 metar puta.

## Plava boja neba
Dio svjetlosti koja dolazi sa Sunca se raspršuje zbog molekula i malih čestica u Zemljinoj atmosferi. Ta raspršena svjetlost daje nebu sjaj i boju. Kako je Rayleighovo raspršenje obrnuto proporcionalno s četvrtom potencijom valne duljine svjetlosti (ili proporcionalno s četvrtom potencijom frekvencije svjetlosti), to znači da će se plava svjetlost puno više raspršiti nego svjetlost s većom valnom duljinom (žuta svjetlost, a posebno crvena svjetlost). Ako gledamo prema Suncu, onda je svjetlost s većom valnom duljinom (žuta svjetlost, a posebno crvena svjetlost) puno bolje vidljiva, nego plava svjetlost koja se više raspršuje. Ako promatramo iz svemira, nebo je crno, a Sunce bijelo. 
Kod zalaska Sunca ono je crvene ili narančaste boje, jer svjetlost mora proći puno veću udaljenost kroz atmosferu, nego kad je u zenitu. Zbog toga je plava boja svjetlosti gotovo potpuno raspršena, a crvena boja direktno prolazi do promatrača. 
U područjima gdje je vrlo malo svjetlosno zagađenje, mjesečina će biti isto plave boje, iz istog razloga kao nebo po danu, jer mjesečina je odbijena Sunčeva svjetlost, sa skoro istom temperaturom kao Sunce. Za čovjekovo oko mjesečina nam ne izgleda plave boje, jer po noći vid koristi samo štapiće u mrežnici oka, koji ne prikazuju boje u mozgu.

## Rayleighovo raspršenje kod optičkih vlakana
Rayleighovo raspršenje je vrlo važan dio kod raspršenja optičkog signala u optičkom vlaknu. Silikatno vlakno predstavlja nehomogen materijal, pa njegova gustoća se neznatno mijenja. Gubitak energije zbog raspršenja svjetlosti se određuje sljedećim koeficijentom:
{\displaystyle \alpha _{scat}={\frac {8\pi ^{3}}{3\lambda ^{4}}}(n^{8}p^{2})(kT_{f})\beta }
gdje je: n – indeks prelamanja, p – fotoelastični koeficijent stakla, k – Boltzmannova konstanta i β – izotermna kompresibilnost. Tf je zamišljena temperatura, a to je temperatura kod koje je gustoća toka optičkog signala “zamrznuta” u materijalu.